# Рождество Богородично (Църничани)
„Рождество Богородично“ или „Света Богородица“ (на македонска литературна норма: „Рождество на Пресвета Богородица“) е възрожденска православна църква в битолското село Църничани, Северна Македония. Църквата е под управлението на Преспанско-Пелагонийската епархия на Македонската православна църква.
Църквата е гробищен храм, разположен в южния край на селото. Изградена е в XVIII век.